# Principato di Pietraperzia
Il Principato di Pietraperzia fu uno stato feudale esistito in Sicilia tra il XVI e il XIX secolo. Il suo territorio corrispondeva all'odierno comune di Pietraperzia, in provincia di Enna.

## Storia
L'infeudamento della terra e del castello di Pietraperzia, nel Val di Noto, risalirebbe all'epoca normanna: un certo Tancredi de Pietraforata compare come feudatario in un diploma del 1189. Altre fonti sostengono che il primo feudatario sarebbe stato un Abbone di Barres, cavaliere francese giunto in Sicilia al seguito del Conte Ruggero, che per i suoi servigi lo investì del possesso di diversi feudi, tra cui Pietraperzia.
Nel 1222, un Abate di Barres risulta signore di Pietraperzia, che ebbe per figlio Ruggero, il quale risulta essere stato feudatario nel periodo angiono, non solo come signore di Pietraperzia, ma anche di Naso, nel Val Demone. All'epoca dell'insediamento della dinastia aragonese sul trono del Regno di Sicilia, Giovanni Barresi, figlio di Ruggero, ebbe confiscati tutti i suoi beni perché ribelle al re Federico III di Sicilia nel 1297. Pietraperzia fu assegnata a Pietro Enrico de Berga, e poi passata alla Regia Camera; il 2 dicembre 1320, il Re di Sicilia concesse Pietraperzia al miles Abbo Barresi, figlio di Giovanni.
L'abitato di Pietraperzia, che al XVI secolo era limitato al suo castello, subì un'espansione durante la signoria di Matteo Barresi, che nel 1520 fece costruire un nuovo centro abitato nell'area attorno alla fortezza, con l'edificazione di case, di chiese e di monasteri. La popolazione di Pietraperzia verso la fine del XVI secolo ammontava a 2.044 persone, e il Barresi con privilegio dato dall'imperatore Carlo V d'Asburgo il 16 agosto 1526, esecutoriato il 20 ottobre, fu investito del titolo di I marchese di Pietraperzia e Convicino. Nel 1530, sul feudo di Convicino, il Marchese di Pietraperzia vi fondò un nuovo casale a cui diede il nome di Barrafranca.
Pietro Barresi Santapau, III marchese di Pietraperzia, con privilegio dato dal re Filippo II di Spagna il 22 dicembre 1564, esecutoriato il 10 aprile 1565, ottenne investitura del titolo di I principe di Pietraperzia. A questi, morto senza lasciare eredi legittimi nel 1573, succedette la sorella Dorotea, che fu moglie di Giovanni Branciforte Tagliavia, conte di Mazzarino, e in virtù di questa unione, il Principato di Pietraperzia e gli altri feudi della famiglia Barresi, passarono in dote ai Branciforte. Nel 1591, titolare del feudo divenne Fabrizio Branciforte Barresi, unico figlio della Principessa Dorotea, che ebbe anche l'investitura a Principe di Butera. 
Il Principato di Pietraperzia fu soppresso con l'abolizione del feudalesimo avvenuta nel Regno di Sicilia nel 1812, a seguito della promulgazione della Costituzione siciliana concessa dal re Ferdinando III di Borbone. Ultimo principe-feudatario fu Ercole Michele Branciforte Pignatelli, IX principe di Pietraperzia, con il quale si estinse la linea dei Principi di Butera, e non avendo lasciato eredi maschi, trasmise il titolo alla figlia primogenita Caterina Branciforte Reggio (1768-1816), la quale sposò Niccolò Placido Branciforte Lanza dei principi di Leonforte, da cui ebbe una sola figlia, Stefania (1788-1843), che nel 1805 sposò Giuseppe Lanza Branciforte, VIII principe di Trabia, ed in conseguenza di questa unione tutti i titoli e beni della famiglia Branciforte pervennero ai Lanza.

## Cronotassi dei Principi di Pietraperzia

### Periodo feudale
- Pietro Barresi Santapau (1564-1573)
- Dorotea Barresi Santapau (1573-1591)
- Fabrizio Branciforte Barresi (1591-1624)
- Margherita d'Austria Branciforte (1625-1662)
- Giuseppe Branciforti e Maniaci(1662-1698)
- Nicolò Placido Branciforti del Carretto (1698-1728)
- Maria Rosalia Branciforte Ventimiglia (1728-1738)
- Salvatore Branciforte Branciforte (1738-1774)
- Ercole Michele Branciforte Pignatelli (1774-1812)

### Periodo post-feudale
- Ercole Michele Branciforte Pignatelli (1812-1814)
- Caterina Branciforte Reggio (1814-1816)
- Stefania Branciforte Branciforte (1816-1843)
- Pietro Emanuele Lanza Branciforte (1843-1855)
- Giuseppe Lanza Branciforte Spinelli (1855-1868)
- Pietro Lanza Branciforte Galeotti (1868-1929)
- Ottavio Lanza Branciforte Galeotti (1929-1938)
- Francesco Giuseppe Lanza Branciforte Fardella (1938-1946)